# Wickers
Wickers ist einer von elf Ortsteilen der Marktgemeinde Hilders im osthessischen Landkreis Fulda.

## Geographische Lage
Wickers liegt im Biosphärenreservat der hessischen Rhön, im Tal des Brandbachs. Am Ort vorbei führt die Bundesstraße 458 Hilders–Fulda zwischen den Hilderser Ortsteilen Batten im Osten und Brand im Westen am Rande des Findloser Berges (635 m) und des Ehrenberges (816 m).

## Ortsgeschichte

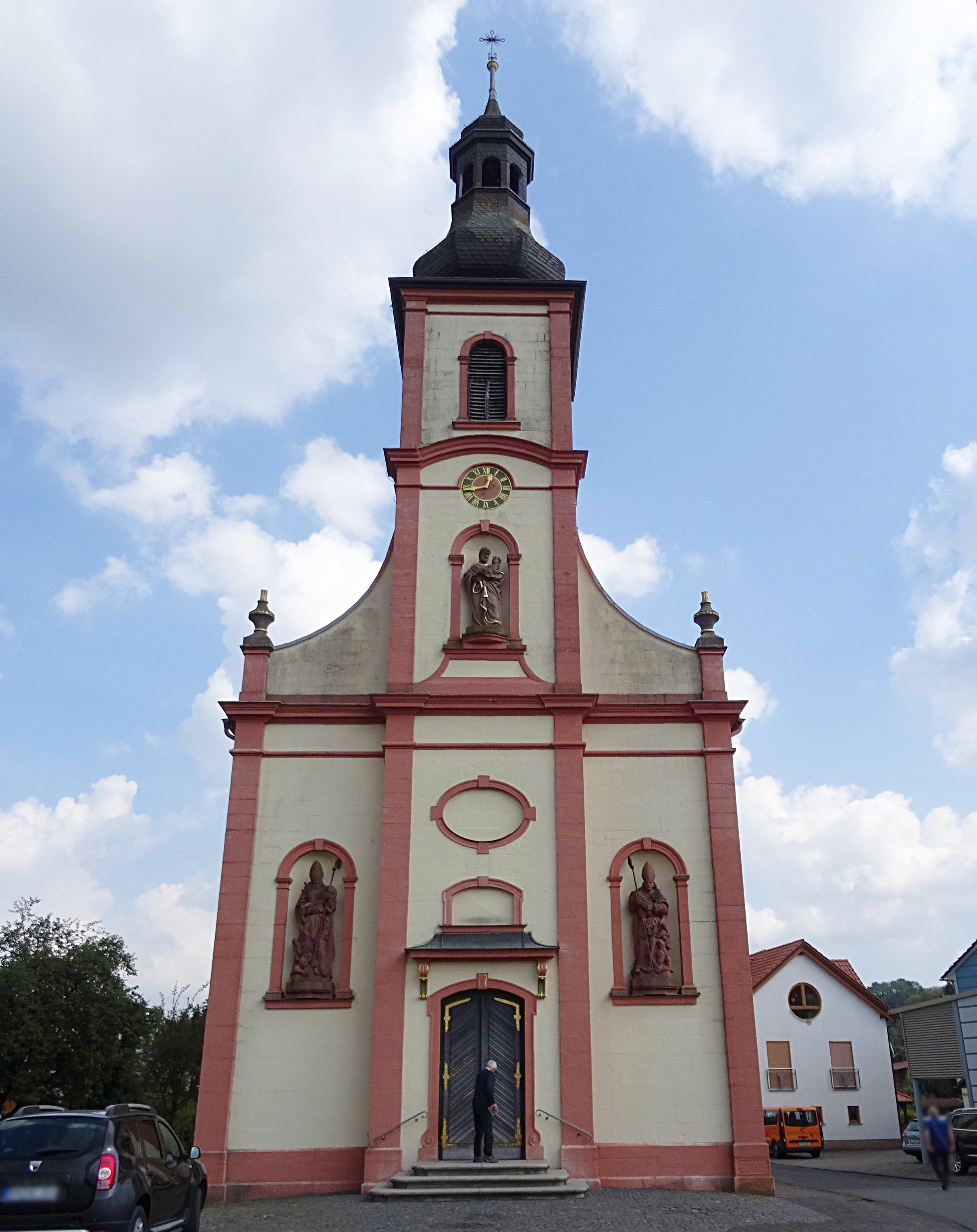
Dorfkirche St. Josef

### Mittelalter
Die älteste bekannte schriftliche Erwähnung von Wickers erfolgte im Jahr 1050. 
Der Ort fiel um 1500 wüst.

### Neuzeit
Am 11. Dezember 1882 beschloss die Gemeinde den Neubau der Kirche. Nach erstem Spatenstich 1893 und Grundsteinlegung am 3. Mai 1894 stürzte jedoch am 13. November 1894 der Kirchturm ein. Am 9. Juli 1903 konnte die St.-Josephs-Kirche feierlich geweiht werden. Nach dem Krieg erhielt die Kirche im Jahr 1949 von der Glockengießerei Otto aus Hemelingen/Bremen drei neue Bronzeglocken mit den Schlagtönen b – c – d. Die Glocken wiegen zusammen 900 kg und haben folgende Durchmesser: 864 mm, 770 mm und 686 mm. Zum 100. Kirchenjubiläum wurden die Fassaden-Statuen des hl. Kilian und des hl. Bonifatius geweiht.
Hessische Gebietsreform (1970–1977)
Zum 31. Dezember 1971 wurde die bis dahin selbständige Gemeinde Wickers im Zuge der Gebietsreform auf freiwilliger Basis in die Gemeinde Hilders eingemeindet. Wie für alle nach Hilders eingegliederten Gemeinden wurde auch für Wickers ein Ortsbezirk gebildet.

### Verwaltungsgeschichte im Überblick
Die folgende Liste zeigt die Staaten und Verwaltungseinheiten, denen Wickers angehört(e):
- vor 1803: Heiliges Römisches Reich, Hochstift Würzburg, Amt Hilders
- 1803–1806: Heiliges Römisches Reich, Königreich Bayern, Landgericht Hilders[Anm. 2]
- 1806–1813: Großherzogtum Würzburg, Landgericht Hilders[Anm. 3]
- 1814–1816: Königreich Bayern, Landgerichtsbezirk Hilders
- 1817–1837: Königreich Bayern, Untermainkreis, Landgerichtsbezirk Hilders
- 1838–1861: Königreich Bayern, Regierung Unterfranken und Aschaffenburg, Landgerichtsbezirk Hilders
- 1862–1866: Königreich Bayern, Regierungsbezirk Unterfranken, Bezirksamt Gersfeld[Anm. 4]
- ab 1867: Norddeutscher Bund, Königreich Preußen,[Anm. 5] Provinz Hessen-Nassau, Regierungsbezirk Kassel, Kreis Gersfeld
- ab 1871: Deutsches Reich,  Königreich Preußen, Provinz Hessen-Nassau, Regierungsbezirk Kassel, Kreis Gersfeld
- ab 1918: Deutsches Reich, Freistaat Preußen, Provinz Hessen-Nassau, Regierungsbezirk Kassel, Kreis Gersfeld
- ab 1932: Deutsches Reich, Freistaat Preußen, Provinz Hessen-Nassau, Regierungsbezirk Kassel, Landkreis Fulda
- ab 1944: Deutsches Reich, Freistaat Preußen, Provinz Kurhessen, Landkreis Fulda
- ab 1945: Deutsches Reich, Amerikanische Besatzungszone, Groß-Hessen, Regierungsbezirk Kassel, Landkreis Fulda
- ab 1946: Deutsches Reich, Amerikanische Besatzungszone, Hessen, Regierungsbezirk Kassel, Landkreis Fulda
- ab 1949: Bundesrepublik Deutschland, Hessen, Regierungsbezirk Kassel, Landkreis Fulda
- ab 1972: Bundesrepublik Deutschland, Hessen, Regierungsbezirk Kassel, Landkreis Fulda, Gemeinde Hilders

## Bevölkerung

### Einwohnerstruktur 2011
Nach den Erhebungen des Zensus 2011 lebten am Stichtag dem 9. Mai 2011 in Wickers 255 Einwohner. Darunter waren keine Ausländer.
Nach dem Lebensalter waren 39 Einwohner unter 18 Jahren, 102 waren zwischen 18 und 49, 60 zwischen 50 und 64 und 87 Einwohner waren älter.
Die Einwohner lebten in 105 Haushalten. Davon waren 24 Singlehaushalte, 36 Paare ohne Kinder und 39 Paare mit Kindern, sowie 6 Alleinerziehende und keine Wohngemeinschaften. In 33 Haushalten lebten ausschließlich Senioren und in 90 Haushaltungen leben keine Senioren.

### Einwohnerentwicklung
- 1592: 24 Haushalte[1]
- 1803: 39 Häuser mit 269 Seelen[1]

| Wickers: Einwohnerzahlen von 1803 bis 2023 | Wickers: Einwohnerzahlen von 1803 bis 2023 | Wickers: Einwohnerzahlen von 1803 bis 2023 | Wickers: Einwohnerzahlen von 1803 bis 2023 | Wickers: Einwohnerzahlen von 1803 bis 2023 |
| --- | ------------------------------------------ | ------------------------------------------ | ------------------------------------------ | ------------------------------------------ |
| Jahr |                                            |                                            |                                            | Einwohner                                  |
| 1803 | 1803                                       |                                            | 269                                        | 269                                        |
| 1834 | 1834                                       |                                            | 363                                        | 363                                        |
| 1840 | 1840                                       |                                            | 405                                        | 405                                        |
| 1846 | 1846                                       |                                            | 429                                        | 429                                        |
| 1852 | 1852                                       |                                            | 453                                        | 453                                        |
| 1858 | 1858                                       |                                            | 400                                        | 400                                        |
| 1864 | 1864                                       |                                            | 344                                        | 344                                        |
| 1871 | 1871                                       |                                            | 353                                        | 353                                        |
| 1875 | 1875                                       |                                            | 366                                        | 366                                        |
| 1885 | 1885                                       |                                            | 367                                        | 367                                        |
| 1895 | 1895                                       |                                            | 351                                        | 351                                        |
| 1905 | 1905                                       |                                            | 314                                        | 314                                        |
| 1910 | 1910                                       |                                            | 310                                        | 310                                        |
| 1925 | 1925                                       |                                            | 315                                        | 315                                        |
| 1939 | 1939                                       |                                            | 311                                        | 311                                        |
| 1946 | 1946                                       |                                            | 400                                        | 400                                        |
| 1950 | 1950                                       |                                            | 378                                        | 378                                        |
| 1956 | 1956                                       |                                            | 335                                        | 335                                        |
| 1961 | 1961                                       |                                            | 304                                        | 304                                        |
| 1967 | 1967                                       |                                            | 307                                        | 307                                        |
| 1970 | 1970                                       |                                            | 317                                        | 317                                        |
| 1980 | 1980                                       |                                            | ?                                          | ?                                          |
| 1990 | 1990                                       |                                            | ?                                          | ?                                          |
| 2000 | 2000                                       |                                            | ?                                          | ?                                          |
| 2011 | 2011                                       |                                            | 255                                        | 255                                        |
| 2023 | 2023                                       |                                            | 255                                        | 255                                        |
| Datenquelle: Historisches Gemeindeverzeichnis für Hessen: Die Bevölkerung der Gemeinden 1834 bis 1967. Wiesbaden: Hessisches Statistisches Landesamt, 1968. Weitere Quellen: LAGIS; Gemeinde Hilders; Zensus 2011 |                                            |                                            |                                            |                                            |

### Historische Religionszugehörigkeit
| • 1885: | 367 katholische (= 100 %) Einwohner                              |
| • 1961: | 4 evangelische (= 1,32 %), 300 katholische (= 98,68 %) Einwohner |

## Politik
Für Wickers besteht ein Ortsbezirk (Gebiete der ehemaligen Gemeinde Wickers) mit Ortsbeirat und Ortsvorsteher nach der Hessischen Gemeindeordnung. Der Ortsbeirat besteht aus fünf Mitgliedern. Bei den Kommunalwahlen in Hessen 2021 betrug die Wahlbeteiligung zum Ortsbeirat 78,71 %. Alle Kandidaten gehörten der Bürgerliste Wickers an. Der Ortsbeirat wählte Michael Müller zum Ortsvorsteher.

## Kultur und Sehenswürdigkeiten
Einmal im Jahr wird in Wickers am 12. März traditionell der Brezeltag begangen. Man gedenkt an diesem Tag einer Pest-Epidemie im Jahre 1635, die damals 115 Todesopfer innerhalb eines Jahres forderte. Dem Beispiel des Heiligen Papstes Gregor folgend, zog man singend und betend durch die Straßen des Ortes. Der Name rührt daher, da es an diesem Tag nachweislich seit 1763 zur Belohnung für die Kinder kostenlos eine große Brezel gibt.